# Довод (фильм)
«Довод» (англ. Tenet — «Принцип») — научно-фантастический боевик с элементами триллера режиссёра и сценариста Кристофера Нолана. Фильм является совместным производством Великобритании и США. В главных ролях снялись Джон Дэвид Вашингтон, Роберт Паттинсон, Элизабет Дебики, Димпл Кападия, Майкл Кейн и Кеннет Брана. Героем фильма является секретный агент, который должен научиться управлять временем, чтобы обеспечить выживание человечества.
Съёмки начались в мае 2019 года и проходили в семи странах: Дании, Эстонии, Индии, Италии, Норвегии, Великобритании и США.
Из-за пандемии COVID-19 дата премьеры трижды откладывалась. Компания Warner Bros. Pictures выпустила фильм в международный прокат 26 августа 2020 года, в американский прокат — 3 сентября 2020 года. Это первый голливудский блокбастер, вышедший в кинотеатрах после ограничений и также в связи с пандемией. В мировом прокате «Довод» собрал 363,6 млн долларов, что позволило ему занять пятое место в списке самых кассовых фильмов 2020 года.
«Довод» получил в основном положительные отзывы критиков, которые высоко оценили актёрскую игру, операторскую работу, саундтрек, монтаж, костюмы и режиссуру, хотя некоторые критиковали запутанный сюжет, равнодушный тон повествования и монтаж звука. Лауреат премий BAFTA и «Оскар» за лучшие визуальные эффекты.

## Сюжет
Террористы захватывают Киевскую оперу. Внутрь театра, смешавшись с полицейским спецназом, вместе с некими наёмниками проникают агенты ЦРУ, среди которых «Протагонист»; они уводят «пассажира» — раскрытого коллегу и забирают странного вида «посылку», не похожую на известные образцы оружия. Здесь главный герой впервые наблюдает инверсию времени, когда замаскированный незнакомец спас его необычной пулей. Заметив пропажу «пассажира» и «посылки», наёмники пытают Протагониста, но он проглатывает капсулу с «ядом» и «просыпается» в некой секретной организации, где узнают друг друга по жесту со словом «довод» и пытаются предотвратить надвигающуюся катастрофу. Судьба «посылки» остаётся неизвестной, а бывшие товарищи героя, со слов вербовщика, погибли.
Сотрудница исследовательского центра приводит примеры технологии будущего, которая инвертирует энтропию предметов, заставляя их двигаться назад во времени. Отследив происхождение хранящейся в центре пули, Протагонист прибывает в Мумбаи, где знакомится с Нилом, который помогает выйти на Прийю. Она сообщает, что инверсией владеет русский олигарх Андрей Сатор, с которым установило связь будущее, и выводит на британскую разведку. В Лондоне представитель разведки предлагает использовать жену олигарха Кэтрин: работая оценщицей, она признала подлинной фальшивую картину, купленную её мужем (впоследствии выясняется, что сам Сатор знает об этом факте и манипулирует им, чтобы контролировать Кэт). Протагонист намеревается похитить спорную вещь, на пару с Нилом проникнув в одно из хранилищ-«фрипортов» в аэропорту Осло. Вместо картины герои находят «турникет» инверсии и двух противников — инвертированный нападает на Протагониста, «обычный» попытался убежать от Нила. Сорвав с беглеца маскировку, Нил отпускает его, обеспокоившись судьбой второго. Протагонист остановил инвертированного, но тот в буквальном смысле слова выскользнул из его рук.
Прийя подсказывает новый способ подобраться к Сатору: его целью при захвате оперы был плутоний, попавший в руки украинской службе безопасности и отправленный в Таллин. Протагонист встречается с Андреем и вступает в сделку с ним, подвергаясь опасности в лице его «правой руки» Волкова. Нил руководит засадой на конвой, Протагонист крадёт плутоний, но героев атакует инвертированная машина, в которой Сатор угрожает смертью Кэт. Протагонист приходит ей на помощь и сам попадает в заложники, Нил вызывает подмогу. Во фрипорте Таллина инвертированный Сатор допрашивает главного героя и стреляет в Кэт, затем к допросу подключается «обычный» Сатор. В здание врываются вооруженные люди во главе с Айвзом и Нил, оба Сатора скрываются в турникете. Герои инвертируются с Кэт, чтобы помочь ей излечиться от ранения. Протагонист устремляется в погоню за Сатором и терпит неудачу, угодив в дорожно-транспортное происшествие.
Главного героя вновь спасают, и перед ним постепенно раскрывается картина происходящего. «Плутонием» все называли последний элемент «алгоритма» — формулы по инвертированию энтропии мира, разработанной учёной будущего и выраженной в физической форме. Понимая все последствия своего изобретения, она разделила его на девять секций и спрятала их в прошлом, в разных уголках земного шара. Части формулы хранились по одной в каждой ядерной державе, но во времена крушения Советского Союза на родине Сатора, в засекреченном городе Стальск-12, случился некий инцидент, после которого Андрей был, будучи ещё подростком, нанят будущим разыскивать фрагменты алгоритма, за что периодически вознаграждался золотом. Со временем он собирает все компоненты и, двигаясь в прошлое после событий в Таллине, готовится передать алгоритм людям будущего, которые хотят развернуть время вспять для всей планеты, чтобы избежать катастрофического изменения климата (возможно, усугублённого солнечной активностью). Сатор планирует замуровать устройство в шахтах родного города и покончить с собой, задействовав «переключатель мертвеца»: получив сигнал об остановке его сердца, потомки вскроют закладку и инвертируют весь мир, что попутно уничтожит всё живое в прошлом, освободив место для них и для будущих поколений. Нил, Протагонист и Кэт, пробыв несколько дней в инверсии, перемещаются в Осло, чтобы «развернуться» через местный турникет. Снова проникая во фрипорт, главный герой видит, что теми неизвестными, с которыми столкнулись в прошлом Протагонист и Нил, был один и тот же человек — сам Протагонист.
Ещё раньше Кэт доставляют на яхту олигарха, чтобы не дать ему осуществить задуманное. Тем временем в Стальске-12 идёт сражение с бойцами Сатора во встречных временных потоках: «спецгруппа» в составе Протагониста и Айвза и «красные» движутся в обычном времени, «синие» с Нилом действуют в обратном направлении. Нил «разворачивается», чтобы уберечь друзей от мины в туннеле, но взрыв отрезает спецгруппе путь назад. В конце подземелья, за решётчатой дверью, лежат труп «синего» солдата и капсула с алгоритмом. Герои ищут способы взломать замок, но перед ними возникает Волков, который оглушает Айвза, приступает к закладке капсулы и получает приказ убить Протагониста. Внезапно труп «воскресает», «ловит» пулю и, впустив спецгруппу, «закрывает» дверь и убегает в туннель. Кэт ждёт условный знак, попутно отвлекая мужа, и не дождавшись, убивает, не желая, чтоб он умирал, считая себя победителем. Но смерть Сатора не запускает «конец света» — спецгруппа отбивает алгоритм у Волкова, а «развернувшийся» Нил вытягивает героев из обрушающейся шахты на поверхность. В глаза Протагонисту бросается брелок у Нила, который был у трупа и у незнакомца в опере. Нил прощается с Протагонистом, отвечая, что именно тот нанял его в прошлые для Нила, но будущие для себя годы («годы назад для меня — через годы для тебя»), а вся операция по перехвату алгоритма — встречное движение во времени под руководством главного героя.
Прийя начинает «подчищать хвосты», нацелившись устранить в том числе посвящённую в тайны «Довода» Кэт. Протагонист мешает планам Прийи, дав понять ей, что «хвосты» —  его забота, поскольку они оба (и многие другие персонажи, что прямо не проговаривается) работали на него. В конце фильма герой провожает взглядом спасённую Кэт и Макса, её сына от брака с Сатором.

## В ролях
- Джон Дэвид Вашингтон — Протагонист, оперативник ЦРУ, агент «Довода»
- Роберт Паттинсон — Нил, напарник Протагониста (возможно, связан со спецслужбами)
- Элизабет Дебики — Кэтрин «Кэт» Бартон, арт-оценщица и жена Сатора
- Димпл Кападия — Прийя, торговка оружием, куратор Протагониста в «Доводе»
- Майкл Кейн — сэр Майкл Кросби, представитель британской разведки
- Кеннет Брана — Андрей Сатор, русский олигарх, торговец оружием
- Мартин Донован —  сотрудник ЦРУ, завербовавший Протагониста в «Довод» (в титрах указан как Фэй)
- Фиона Дуриф  — Уилер, командир спецназа «Довода», лидер «синей» команды
- Юрий Колокольников — Волков, помощник Сатора
- Химеш Патель — Махир, оперативник «Довода»
- Клеманс Поэзи — учёная исследовательского центра «Довода» (в титрах указана как Барбара)
- Аарон Тейлор-Джонсон — Айвз, командир спецназа «Довода», лидер «красной» команды
- Дензиль Смит — Санджей Сингх, муж Прийи

## Производство

### Разработка

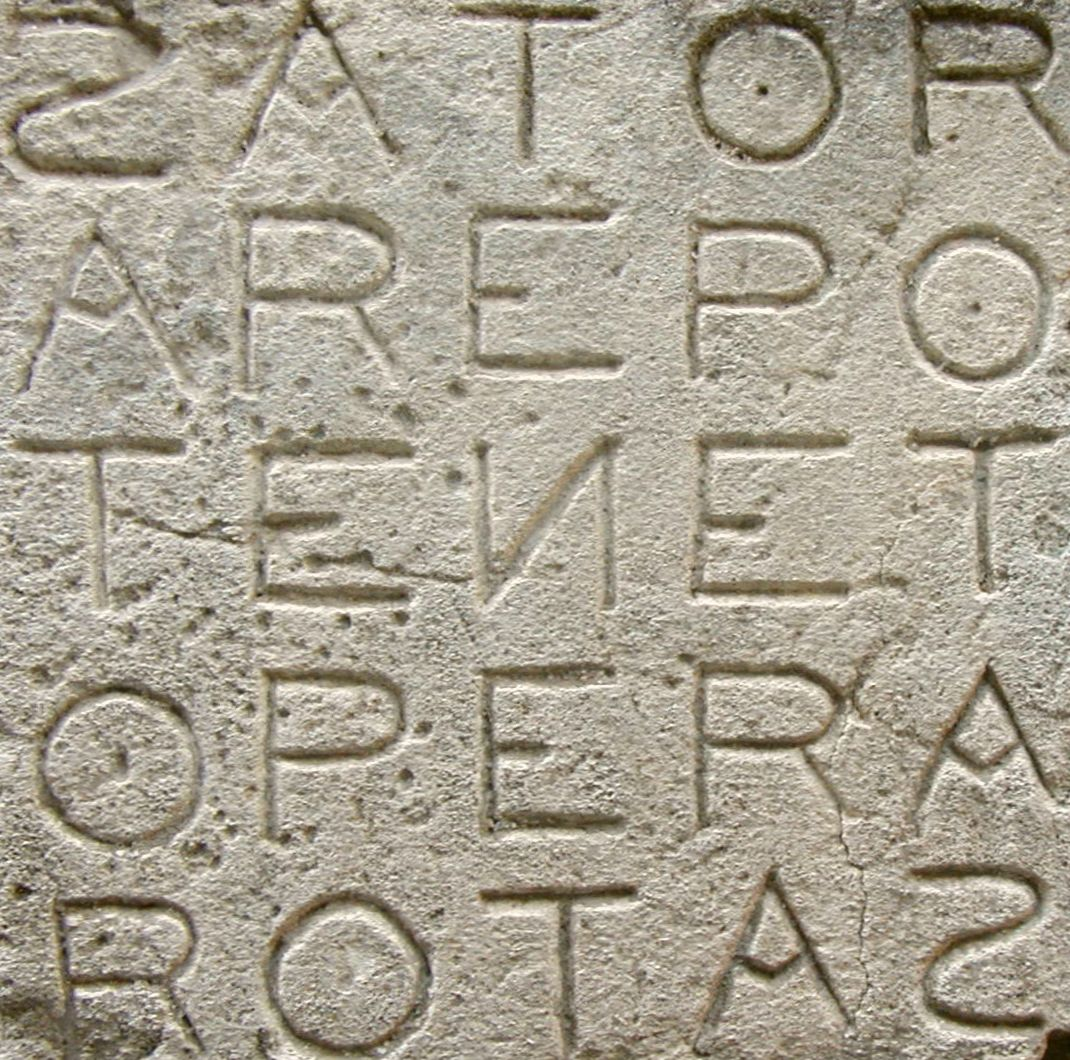
SATOR — древнеримский палиндром, слова которого используются в сюжете фильма: фамилии Сатор и Арепо, оригинальное название фильма Tenet, Опера как одно из мест действия, компания Rotas

Сценарист и режиссёр Кристофер Нолан вынашивал главные идеи «Довода» на протяжении более двадцати лет. Он подчеркнул: «Я работал над последовательным улучшением сценария около шести или семи лет». Название фильма является палиндромом — «Довод» (Tenet) одинаково читается слева направо и справа налево. Нолан сознательно старался абстрагироваться от любого влияния шпионского жанра и полагался только на свою собственную память.
В сюжетной канве фильма присутствуют слова «квадрата Сатора» — известного латинского палиндрома: SATOR (фамилия русского олигарха), AREPO (фамилия испанского художника — создателя фальшивой картины), TENET (оригинальное название секретной организации и фильма), OPERA (киевская опера в начале фильма), ROTAS (компания, связанная с Сатором).

### Подбор актёров
В марте 2019 года стало известно об участии в фильме Джона Дэвида Вашингтона, Роберта Паттинсона и Элизабет Дебики. После начала съёмок был обнародован список основного актёрского состава, в который также вошли Димпл Кападия, Аарон Тейлор-Джонсон, Клеманс Поэзи, Майкл Кейн и Кеннет Брана.
Нолан выбрал Вашингтона за его актёрскую игру в фильме «Чёрный клановец» (2018). Вашингтон, Паттинсон и Дебики рассказали, что им разрешали читать сценарий только в запертом помещении. При создании образа своего персонажа Паттинсон вдохновлялся манерой поведения писателя Кристофера Хитченса. Кинопробы Кападии для «Довода» снял режиссёр Хоми Ададжаниа во время работы над своим фильмом «Ангрези-медиум» (2020). Кейн был задействован в съёмках всего один день и снимался только с Вашингтоном.

### Съёмки
Съёмки с участием 250 сотрудников съёмочной группы начались в мае 2019 года и проходили в семи странах: Дании, Эстонии, Индии, Италии, Норвегии, Великобритании и США. Съёмки в Эстонии продолжались семь недель и обошлись в 15,6 млн евро (18,4 млн долларов). Warner Bros. Pictures получила от правительства Эстонии субсидию в размере 5 млн евро на частичную оплату съёмочных расходов (в основном на зарплату местного персонала и оказанных услуг), так как в соответствии с местным законодательством иностранным продюсерам компенсируется до 30 % от подтверждённых затрат. В середине июня 2019 года рядом с заброшенным зданием таллинского Горхолла были отсняты сцены, в которых действие фильма разворачивается в Киеве, с участием «украинских» машин полиции и скорой помощи. В течение двух выходных дней, 29 и 30 июня, для проведения съёмок в Таллине было ограничено движение по Пярнускому шоссе, а также перекрыты выезды на него. В связи со съёмками была частично закрыта для движения транспорта в период с 10 по 14 и с 17 по 21 июля магистральная улица Лаагна в районе Ласнамяэ, что затронуло также большое число городских автобусных маршрутов, которые пришлось временно направить на параллельную улицу. Для остального транспорта в дни съёмок в «часы пик» по улице Лаагна открывали только одно направление: утром — в центр города, вечером — в Ласнамяэ. Это привело к автопробкам, вызвавшим большое недовольство горожан. Пересекающие улицу мосты были открыты, за исключением времени съёмок с воздуха на бреющем полёте (до пяти минут).
Весной 2019 года тема возможного закрытия улицы Лаагна для киносъёмок бурно обсуждалась в обществе. Мэр Таллина Михаил Кылварт выразил мнение, что ни один фильм не стоит того, чтобы на месяц закрывать одну из важнейших транспортных артерий города. Его оппоненты в качестве плюсов данного плана говорили о доходах участников киносъёмок с эстонской стороны — о транспортных и строительных фирмах, которые создадут необходимую среду для съёмок; о студентах Балтийской школы кино, медиа и искусств (Tallinna Ülikooli Balti filmi, meedia ja kunstide instituut), которые будут задействованы в кинопроизводстве; о 1200 человек «массовки»; о гостиницах и предприятиях питания, которые будут обслуживать членов съёмочной группы и т.д.. Выделение фонду поддержки фильмов «Film Estonia» при Эстонском институте кинематографии 5 миллионов евро на частичное покрытие расходов на съёмки фильма Нолана сопровождалось формулировкой, что они «окажут значительное положительное влияние на эстонскую экономику и киноиндустрию».
31 июля производство картины началось на Амальфитанском побережье Италии. Съёмки в Равелло, Амальфи и Майори продлились до середины августа и велись не только на суше, но и на море. В конце августа были отсняты сцены в Кэннон-Холле в лондонском районе Хампстед, в сентябре — на крыше Оперного театра Осло и в районе Осло Тювхольмен (Норвегия), а также на ветряной электростанции Nysted Wind Farm в Рёдбихавне, (Дания). В течение пяти дней, с 16 по 20 сентября, проходили съёмки в Мумбаи, где Нолан побывал в феврале и апреле для поиска локаций. В итоге Нолан отобрал для съёмок больницу Breach Candy, кафе «Mondegar», дамбу Колабы, рынок Колабы, «Ворота Индии», Грант-Роуд, Королевский яхт-клуб Бомбея и отель «Тадж-Махал Палас». Рядом с отелем были построены декорации ресторана под названием «Chaand», но они так и не пригодились для работы. Вскоре после этого съёмочная группа переехала в Викторвилл, Калифорния, который был замаскирован под Осло, и работа велась с более чем девяноста статистами. Вместо использования миниатюр и графики CGI для сцены авиакатастрофы Нолан предпочёл задействовать реальный Boeing 747, авария которого была снята на камеры. В октябре съёмки велись в пустыне рядом с Палм-Спрингс, где был построен заброшенный город, в котором были замечены сотни людей в военной камуфляжной форме.
На съёмках оператор Хойте ван Хойтема использовал комбинацию камер 70-мм и IMAX.

### Постпродакшн
Музыку к «Доводу» написал Людвиг Йоранссон, поскольку постоянно сотрудничающий с Ноланом композитор Ханс Циммер был занят работой над фильмом «Дюна» (2021). Во время пандемии COVID-19 Йоранссон записывал музыкантов у них дома, а звукоинженер сводил записи воедино. Саундтрек «Довода» включает песню «The Plan», написанную Трэвисом Скоттом. Дженнифер Лейм заменила давнего монтажёра Нолана Ли Смита, который был занят на фильме «1917».

## Маркетинг
В августе 2019 года Warner Bros. демонстрировала 40-секундный тизер «Довода» во время предпоказов фильма «Форсаж: Хоббс и Шоу». В октябре тизер показывался в Индии перед сеансами «Джокера». Первый трейлер был опубликован в интернете в декабре 2019 года, в то время как пролог «Довода» транслировался в некоторых кинотеатрах IMAX перед фильмом «Звёздные войны: Скайуокер. Восход». В мае 2020 года начался показ телевизионного ролика, который среди прочего демонстрировался в режиме Party Royale видеоигры Fortnite. Логотип фильма, стилизованный Ноланом как TENƎꓕ, был изменён для этого ролика из-за его сходства с производителем запчастей для велосипедов. Финальный трейлер, в котором была представлена песня Трэвиса Скотта «The Plan», вышел 22 августа. 26 августа в сети был опубликован эксклюзивный ролик о съёмках.

## Релиз
Компания Warner Bros. Pictures изначально собиралась выпустить фильм в прокат 17 июля 2020 года в форматах IMAX, 35 мм и 70 мм, однако из-за пандемии COVID-19 премьера была отложена на 31 июля 2020 года, а затем перенесена на 12 августа 2020 года. 20 июля 2020 года стало известно, что «Довод» на неопределённое время убран из расписания. В итоге Warner Bros. Pictures решила начать международный прокат фильма с 26 августа 2020 года в семидесяти странах, включая Австралию, Канаду, Францию, Германию, Италию, Японию, Южную Корею и Великобританию. 22 и 23 августа в Австралии и Южной Корее прошли предварительные показы. 3 сентября фильм вышел в нескольких городах США с постепенным расширением проката в последующие недели. В этот же день состоялась премьера и в России. 4 сентября начался прокат в Китае. Цифровой релиз состоялся 15 декабря 2020.

## Прокат
«Довод» собрал в мировом прокате 363,656 млн долларов, в том числе 58,456 млн долларов в домашнем регионе и 305,2 млн долларов в остальных. «Довод», производственный бюджет которого составляет 200 млн долларов, является самым дорогим оригинальным фильмом Нолана. Издание «IndieWire» предположило, что с учётом маркетинговых расходов окончательный бюджет может достигать 300—350 млн долларов, хотя аналитики предсказывали более низкие, чем обычно, затраты на рекламу во время прямых спортивных трансляций. По подсчётам «Observer», фильм должен был заработать в прокате 450—500 миллионов долларов, чтобы выйти на самоокупаемость. Сообщалось, что Нолан получит двадцать процентов от общей суммы кассовых сборов.
Согласно прогнозам экспертов, в течение первых пяти дней в международном прокате «Довод» должен был заработать 25-30 млн долларов. Однако фильм стартовал лучше ожиданий: сборы за первый уик-энд составили 53 млн $ в 41 стране (в том числе 7,1 млн $ в Великобритании, 6,7 млн $ во Франции, 5,1 млн $ в Южной Корее и 4,2 млн $ в Германии). Во второй уик-энд «Довод» собрал в мировом прокате 58,1 млн $ (в том числе 30 млн $ в Китае с первых показов), 13,1 млн $ в Великобритании, 10,7 млн $ во Франции, 8,7 млн $ в Германии и 8,2 млн $ в Южной Корее.

### Отзывы и оценки
На сайте-агрегаторе Rotten Tomatoes «Довод» получил рейтинг одобрения 70 % на основе 356 обзоров со средней оценкой 6,9/10. Консенсус критиков сайта гласит: «Визуально ослепительная головоломка, которую предстоит разгадать любителям кино, «Довод» отвечает всем требованиям зрелищного представления, которого ожидает аудитория от фильма Кристофера Нолана». На Metacritic фильм заработал средневзвешенную оценку 69 из 100, основанную на 50 рецензиях, что указывает на «в целом благоприятные отзывы».
По итогам года многие издания включили «Довод» в число лучших фильмов 2020-го, в частности IndieWire, Esquire, Empire, Thrillist, Vulture, Marie Claire, ScreenRant, Looper, Forbes, GQ, а «Мир фантастики» даже назвал лучшим фильмом года. При этом журнал Rolling Stone, наоборот, отдельно упомянул, что не включает фильм в топ-50 картин года и не считает его «спасителем проката».

## Награды и номинации
| Премия           | Категория                            | Номинант                                                  | Результат |
| ---------------- | ------------------------------------ | --------------------------------------------------------- | --------- |
| «Оскар»          | Лучшая работа художника-постановщика | Нейтан Кроули, Кэти Лукас                                 | Номинация |
| «Оскар»          | Лучшие визуальные эффекты            | Эндрю Джексон, Дэвид Ли, Эндрю Локли, Скотт Фишер         | Победа    |
| «Золотой глобус» | Лучшая музыка к фильму               | Людвиг Йоранссон                                          | Номинация |
| BAFTA            | Лучшие визуальные эффекты            | Эндрю Джексон, Эндрю Локли, Скотт Фишер                   | Победа    |
| «Выбор критиков» | Лучшая музыка к фильму               | Людвиг Йоранссон                                          | Номинация |
| «Выбор критиков» | Лучшая операторская работа           | Хойте ван Хойтема                                         | Номинация |
| «Выбор критиков» | Лучший монтаж                        | Дженнифер Лейм                                            | Номинация |
| «Выбор критиков» | Лучшая работа художника-постановщика | Нейтан Кроули, Кэти Лукас                                 | Номинация |
| «Выбор критиков» | Лучшие визуальные эффекты            |                                                           | Победа    |
| «Спутник»        | Лучший фильм — драма                 |                                                           | Номинация |
| «Спутник»        | Лучшая музыка к фильму               | Людвиг Йоранссон                                          | Номинация |
| «Спутник»        | Лучшая операторская работа           | Хойте ван Хойтема                                         | Номинация |
| «Спутник»        | Лучший звук                          | Уилли Д. Бертон, Ричард Кинг, Кевин О’Коннелл, Гари Риззо | Номинация |
| «Спутник»        | Лучшие визуальные эффекты            | Эндрю Джексон, Скотт Фишер                                | Победа    |
| «Сатурн»         | Лучший научно-фантастический фильм   |                                                           | Номинация |
| «Сатурн»         | Лучший режиссёр                      | Кристофер Нолан                                           | Номинация |
| «Сатурн»         | Лучшая мужская роль                  | Джон Дэвид Вашингтон                                      | Победа    |
| «Сатурн»         | Лучшая мужская роль второго плана    | Роберт Паттинсон                                          | Номинация |
| «Сатурн»         | Лучший сценарий                      | Кристофер Нолан                                           | Номинация |
| «Сатурн»         | Лучшая музыка к фильму               | Людвиг Йоранссон                                          | Номинация |
| «Сатурн»         | Лучший монтаж                        | Дженнифер Лейм                                            | Номинация |
| «Сатурн»         | Лучшая работа художника-постановщика | Нейтан Кроули                                             | Номинация |
| «Сатурн»         | Лучшие визуальные эффекты            | Эндрю Джексон, Эндрю Локли, Скотт Фишер, Майк Чемберс     | Номинация |